# Trójdźwięk
Trójdźwięk – najprostszy akord o budowie tercjowej, składający się z trzech dźwięków nazywanych (kolejno): prymą (podstawa akordu), tercją i kwintą. Pryma akordu decyduje o jego nazwie. Tercja i kwinta akordu decydują o jego trybie (molowy, durowy, zmniejszony lub zwiększony). Dźwięki wchodzące w skład trójdźwięku nazywa się składnikami trójdźwięku.
Każdy trójdźwięk posiada trzy postacie:
- zasadnicza (z prymą w najniższym głosie),
- pierwszy przewrót (z tercją w najniższym głosie, zwany akordem sekstowym),
- drugi przewrót (z kwintą w najniższym głosie, zwany akordem kwartsekstowym).

## Rodzaje trójdźwięków
Trójdźwięk durowy (lub majorowy) to trójdźwięk, który w postaci zasadniczej składa się (licząc od prymy akordu) z tercji wielkiej i tercji małej i w całości zawiera się w kwincie czystej. I przewrót składa się z tercji małej oraz kwarty czystej. II przewrót składa się z kwarty czystej i tercji wielkiej. Jest akordem konsonansowym.
| Postać zasadnicza                                                                 | I przewrót                                                                        | II przewrót                                                                       |
| --------------------------------------------------------------------------------- | --------------------------------------------------------------------------------- | --------------------------------------------------------------------------------- |
| Audio playback is not supported in your browser. You can download the audio file. | Audio playback is not supported in your browser. You can download the audio file. | Audio playback is not supported in your browser. You can download the audio file. |

Trójdźwięk durowy, jako jedyny, jest akordem naturalnym (jego budowa wynika z szeregu harmonicznego).
Trójdźwięk molowy (lub minorowy) to trójdźwięk, który w postaci zasadniczej składa się (licząc od prymy akordu) z tercji małej i tercji wielkiej i w całości zawiera się w kwincie czystej. I przewrót składa się z tercji wielkiej oraz kwarty czystej. II przewrót składa się z kwarty czystej i tercji małej. Jest akordem konsonansowym.
| Postać zasadnicza                                                                 | I przewrót                                                                        | II przewrót                                                                       |
| --------------------------------------------------------------------------------- | --------------------------------------------------------------------------------- | --------------------------------------------------------------------------------- |
| Audio playback is not supported in your browser. You can download the audio file. | Audio playback is not supported in your browser. You can download the audio file. | Audio playback is not supported in your browser. You can download the audio file. |

Trójdźwięk zmniejszony to trójdźwięk, który w postaci zasadniczej składa się z dwóch tercji małych i w całości zawiera się w kwincie zmniejszonej (tryton). I przewrót składa się z tercji małej oraz kwarty zwiększonej. II przewrót składa się z kwarty zwiększonej i tercji małej. Jest akordem dysonansowym.
| Postać zasadnicza                                                                 | I przewrót                                                                        | II przewrót                                                                       |
| --------------------------------------------------------------------------------- | --------------------------------------------------------------------------------- | --------------------------------------------------------------------------------- |
| Audio playback is not supported in your browser. You can download the audio file. | Audio playback is not supported in your browser. You can download the audio file. | Audio playback is not supported in your browser. You can download the audio file. |

Trójdźwięk zwiększony to trójdźwięk, który w postaci zasadniczej składa się z dwóch tercji wielkich i w całości zawiera się w kwincie zwiększonej. I przewrót składa się z tercji wielkiej oraz kwarty zmniejszonej. II przewrót składa się z kwarty zmniejszonej i tercji wielkiej. Poszczególne postaci trójdźwięku zwiększonego o tym samym dźwięku najniższym w stroju równomiernie temperowanym nie różnią się w brzmieniu; jedyna różnica występuje w zapisie. Jest akordem dysonansowym.
| Postać zasadnicza                                                                 | I przewrót                                                                        | II przewrót                                                                       |
| --------------------------------------------------------------------------------- | --------------------------------------------------------------------------------- | --------------------------------------------------------------------------------- |
| Audio playback is not supported in your browser. You can download the audio file. | Audio playback is not supported in your browser. You can download the audio file. | Audio playback is not supported in your browser. You can download the audio file. |

## Funkcja harmoniczna
Na każdym stopniu gamy można stworzyć odpowiadający mu trójdźwięk składający się z dźwięków tejże gamy. Do najważniejszych trójdźwięków każdej tonacji należą trójdźwięki triady: trójdźwięk toniczny utworzony na stopniu I, trójdźwięk subdominantowy (na stopniu IV) i trójdźwięk dominantowy (na stopniu V).
W harmonii czterogłosowej istnieje potrzeba tzw. dwojenia składników trójdźwięku, czyli zdublowania jednego ze składników. W trójdźwiękach triady dwoi się prymę, jeżeli trójdźwięk jest w postaci zasadniczej; gdy trójdźwięk występuje w I lub II przewrocie, można podwoić prymę lub kwintę. Podwojenie tercji możliwe jest wyjątkowo: tylko w trójdźwięku tonicznym i subdominantowym (z ich molowymi wariantami) lub w molowej dominancie oraz jeżeli służy to uzyskaniu płynnej melodii i nie powoduje błędów w połączeniu akordów. W akordach pobocznych możliwe jest dwojenie każdego składnika, jednak w niektórych korzystniej jest podwoić tercję niż inne składniki.